# Архангельский, Виктор Васильевич
Ви́ктор Васи́льевич Арха́нгельский (11 сентября 1903, Переезд (Саратовская область), Саратовская губерния — 5 ноября 1960, Москва) — советский военачальник, генерал-майор.

## Биография
Родился 11 сентября 1903 года[по какому календарю?] в деревне Переезд (Сташтукинская волость, Аткарский уезд, Саратовская губерния).
С августа 1920 года работал ответственным секретарём Переездинского волостного комитета комсомола и в составе отряда особого назначения участвовал в боях против бандитизма в районе Аткарска, по подавлению Тамбовского восстания (ноября по декабрь); в период с апреля по май 1921 года находился в составе Переездинского отряда самообороны действовавшего против бандформирований под руководством Фёдора Попова на территории Аткарского уезда.
Был призван 3 сентября 1922 года в ряды РККА и направлен на учёбу во 2-ю Московскую пехотную школу, после окончания которой в августе 1925 года был назначен на должность командира взвода в составе 62-го стрелкового полка (21-я стрелковая дивизия), дислоцированного в Новосибирске; 3 сентября 1927 года направлен на учёбу на Ленинградские военно-политические курсы имени Ф. Энгельса, после окончания которых 1 августа 1928 года вернулся в 62-й стрелковый полк, где служил на должностях помощника командира роты по политчасти, командира роты и начальника штаба батальона. В период с 15 июля по 31 декабря 1929 года В. В. Архангельский, находясь на должности политрука роты 62-го стрелкового полка, принимал участие в боевых действиях на КВЖД в районе Трёхречья.
В феврале 1932 года 62-й стрелковый полк в составе 21-й стрелковой дивизии был передислоцирован в г. Спасск-Дальний, где включён в состав ОКДВА, где В. В. Архангельский служил на должностях начальника штаба и командира батальона, помощника начальника штаба и начальника штаба полка.
В период с 23 января по 10 июля 1936 года учился на курсах «Выстрел». В январе 1938 года назначен на должность начальника штаба 94-го стрелкового полка (32-я стрелковая дивизия), дислоцированного в селе Раздольное (Приморский край), находясь на которой, в период с 29 июля по 11 августа того же года принимал участие в боевых действиях на озере Хасан.
В феврале 1939 года он был назначен на должность командира 99-го стрелкового полка (59-я стрелковая дивизия, 1-я Краснознамённая армия), дислоцированной в селе Духовное (Уссурийская область).
23 октября 1941 года назначен на должность командира 187-й стрелковой дивизии, формировавшейся в составе Гродековского укреплённого района, а затем выполнявшей задачи по охране государственной границы на рубеже Волынский Хребет — гора Гладуха. С 13 июня 1944 года генерал-майор В. В. Архангельский командовал 4-м укреплённым районом (15-я армия), одновременно исполняя должность начальника Хабаровского гарнизона. В августе 1945 года во время советско-японской войны принимал участие в боевых действиях в ходе Сунгарийской наступательной операции.
В декабре 1945 года был назначен на должность командира 39-й стрелковой дивизии (1-я Краснознамённая армия, Забайкальско-Амурский военный округ), однако уже 11 марта 1946 года направлен на учёбу на Высшие академические курсы при Высшей военной академии имени К. Е. Ворошилова, после окончания которых 24 января 1947 года был назначен заместителем командира 2-й гвардейской стрелковой дивизии, а в феврале 1952 года — помощником начальника по строевой части Военно-политической академии имени В. И. Ленина.
Умер 5 ноября 1960 года в Москве. Похоронен на Введенском кладбище (уч. 6).

## Награды
- Орден Ленина (06.11.1947);
- Два ордена Красного Знамени (03.11.1944, 20.04.1953);
- Орден Отечественной войны I степени (05.09.1945);
- Два ордена Красной Звезды (25.10.1938, 04.06.1944);
- Медали.